# Kol Nidrei
Kol Nidrei ou Kol Nidre (do aramaico כל נדרי Todos os votos) é uma declaração judaica recitada nas sinagogas no início do serviço noturno de Yom Kipur. Esta declaração permite aos presentes anular votos feitos e não cumpridos.
Kol Nidrei também é o nome que se dá ao serviço inicial da noite de Yom Kipur, iniciado normalmente antes do pôr do sol.